# Płyta presensybilizowana
Płyta presensybilizowana (dosłownie "płyta wstępnie uczulona") – płyta, której cechą szczególną jest fakt wstępnego - jeszcze w wytwórni - pokrycia warstwą światłoczułą. Dzięki temu możliwe jest zastosowanie foto-chemigrafii. Jednym z rodzajów tych płyt są płyty offsetowe czy współczesne płyty fotochemigraficzne.
Płyty presensybilizowane wykorzystywane w drukarni naświetlane są albo w procesach CtP wprost przez laser sterowany komputerowo, albo też, w nieco starszych technologiach CtF - metodą stykową w kopioramie z użyciem filmu przygotowanego wcześniej w fotonaświetlarce. Po naświetleniu płyty wymagają najczęściej dodatkowego procesu wywołania i utrwalenia obrazu (czasem dla poprawy trwałości obrazu - także procesu dodatkowego wygrzewania). Od początku XXI wieku wprowadzane są jednak na rynek płyty drugiej generacji, niewymagające osobnego procesu wywoływania. Naświetlony obraz na takich płytach ("bezprocesowych") ujawnia się i utrwala po założeniu ich na cylindry drukarskie, pod wpływem zwilżającej je w maszynie wody.
Światłoczułość płyt jest ograniczona najczęściej do zakresów światła widzialnego bliskiego fioletowi, zatem bezpiecznie można się nimi posługiwać w niezbyt jaskrawym oświetleniu o barwie żółtej. Typy płyt z warstwą uczuloną na podczerwień można bezpiecznie wyjmować z opakowania i przenosić w normalnych warunkach oświetleniowych.